# Valerianus (konzul)
Publius Licinius Valerianus (3. století? - 268) byl mladším synem římského císaře Valeriana a jeho manželky Cornelie Gallonie. Jeho bratrem byl císař Gallienus.
Pozdně antická sbírka Historia Augusta uvádí, že Valerianus byl otcem prohlášen za Caesara a bratrem za Augusta, ale pro císařskou hodnost tohoto člena liciniovského rodu nejsou žádné doklady. V roce 265 byl Valerianus jmenován římským konzulem.
Byl zabit krátce po vraždě bratra Galliena na podzim roku 268, společně se svým příbuzným a konzulem Marinianem při čistce proti Gallienovým partyzánům. Ioannes Zonaras uvedl, že byl zabit v Římě, zatímco Eutropius a Historia Augusta uvádějí, že byl zavražděn v Mediolanu.